# Fatim Jawara
Fatim Jawara (Serekunda, 1997. március 13. – Földközi-tenger, 2016. október 27.) gambiai válogatott labdarúgó.

## Pályafutása

### Klubcsapatban
Fatim Jawara hazája egyik élcsapatában a Red Scorpions együttesében játszott a klub elsőszámú kapusaként.
Több alkalommal említette hozzátartozóinak, barátainak, hogy karrierjét Európában, a Bayern München csapatában szerette volna folytatni.

### A válogatottban
2012-ben részt vett a gambiai U17-es válogatottal az azeri U17-es világbajnokságon, ahol cserejátékosként Gambia mindhárom csoportmérkőzésén jelen volt.

## Sikerei

### A válogatottban
Gambia
- U17-es világbajnoki részvétel: 2012

## Halála
2016 februárjában Jawara elhagyta Serekundát és a Transz-Szahara autóúton Malin, Nigeren, valamint Algérián keresztül érkezett Tripoliba. Olaszországba, majd onnan Németországba próbált eljutni, azonban a menekültekkel teli hajó Lampedusa-szigetének partjai közelében erős viharba került és elsüllyedt.